# دراموند براون
دراموند براون (بالإنجليزية: Drummond Brown)‏ هو لاعب كرة قاعدة أمريكي، ولد في 31 يناير 1885 في لوس أنجلوس في الولايات المتحدة، وتوفي في 27 يناير 1927 في باركفيل في الولايات المتحدة.

## وصلات خارجية
- دراموند براون على موقع دوري كرة القاعدة الرئيسي (الإنجليزية)
- دراموند براون على موقعبيزبول رفرنس.كوم (الدوري الرئيسي) (الإنجليزية)